# Charlotte Höglund
Eva Charlotte Höglund, född 9 juni 1964 i Lycksele församling i Västerbottens län, är en svensk, i unga år, sångare och låtskrivare, numera pastor i Stockholm.
Höglund växte upp i Sikseleberg, Lycksele kommun, Lappland. Hennes föräldrar är sångarevangelisten Arne Höglund och Lotten, ogift Stenmark. Hennes äldre bror Jan Höglund har liksom sin tidigare hustru Laila Dahl medverkat i melodifestivalen. Yngst i familjen är Per Höglund som medverkade på flera av Charlottes plattor.
När fadern som var reseevangelist för Svenska Missionsförbundet i början av 1970-talet i fick i uppdrag att skicka in några låtar till samfundets skivbolag Signatur, skickade han även med några låtar som dottern Charlotte Höglund sjöng. Skivproducenten Lennart Sjöholm blev eld och lågor och därmed var barnstjärnan Charlotte Höglund upptäckt.
Charlotte Höglund medverkade på sin första skiva Trygg hand i sexårsåldern, vilken följdes av skivor som Om jag fick bestämma, Mina gladaste sånger (1973), Hand i hand (1976) och Charlotte & Per tillsammans (1978). Som tonåring gjorde hon efter några års uppehåll comeback med plattan Fri (1985), där titellåten handlade om att frigöra sig och bli vuxen, följd av Förändringen (1989).
Efter en tid i Göteborg är Charlotte Höglund numera (2014) pastor i Immanuelskyrkan, Stockholm.

## Diskografi i urval
- 197? – Trygg hand (singel)[8]
- 197? – Om jag fick bestämma (singel)[9]
- 1973 – Mina gladaste sånger
- 1974 – Mina gladaste julsånger
- 1976 – Hand i hand, med brodern Per
- 1978 – Charlotte & Per tillsammans (Signatur)
- 1982 -  Charlotte (Signatur)
- 1985 – Fri (Signatur)
- 1987 – Free (Cantio)
- 1989 – Förändringen (Cantio)